# Basilika de Ocotlán

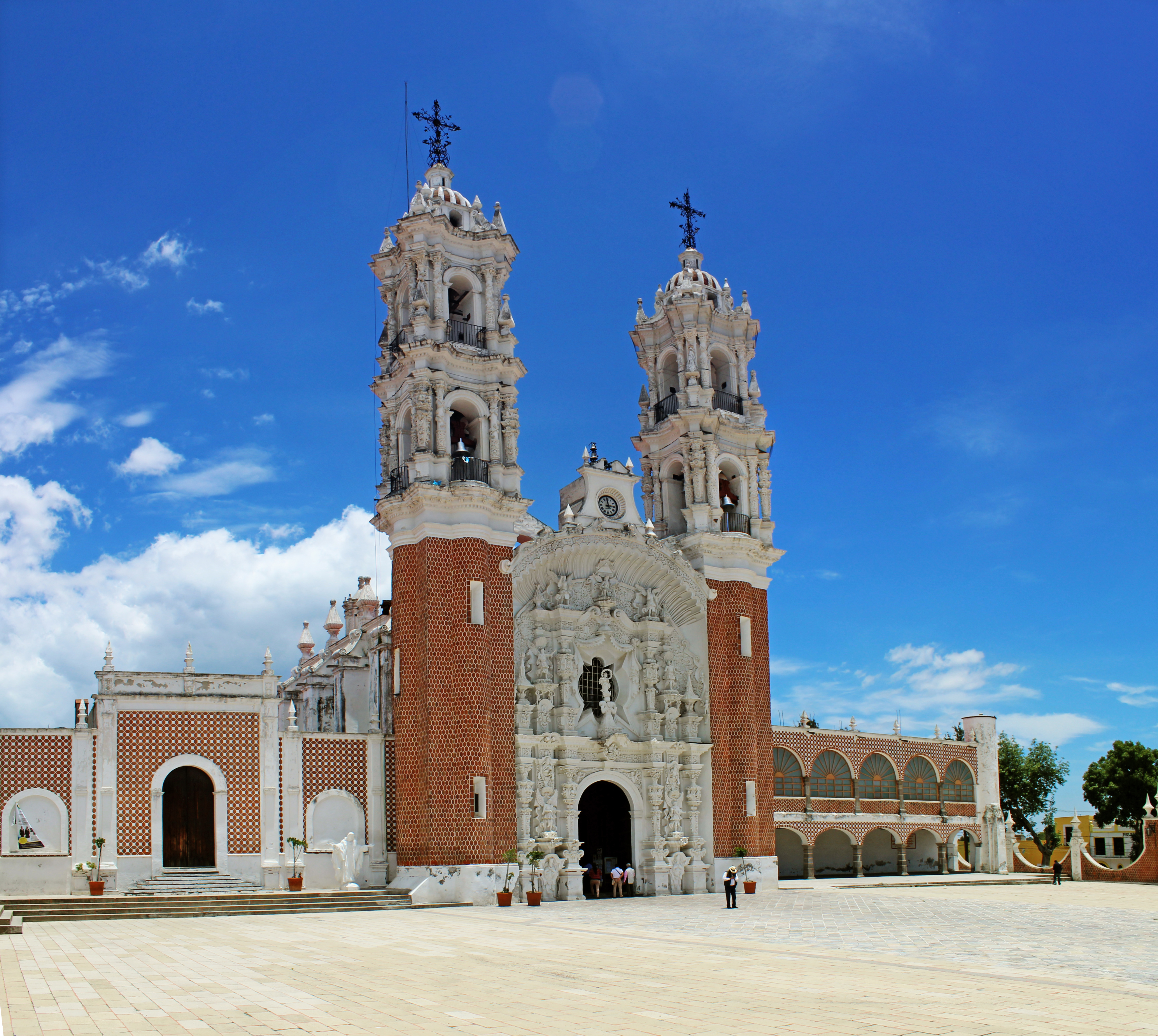
Basilika von Ocotlán

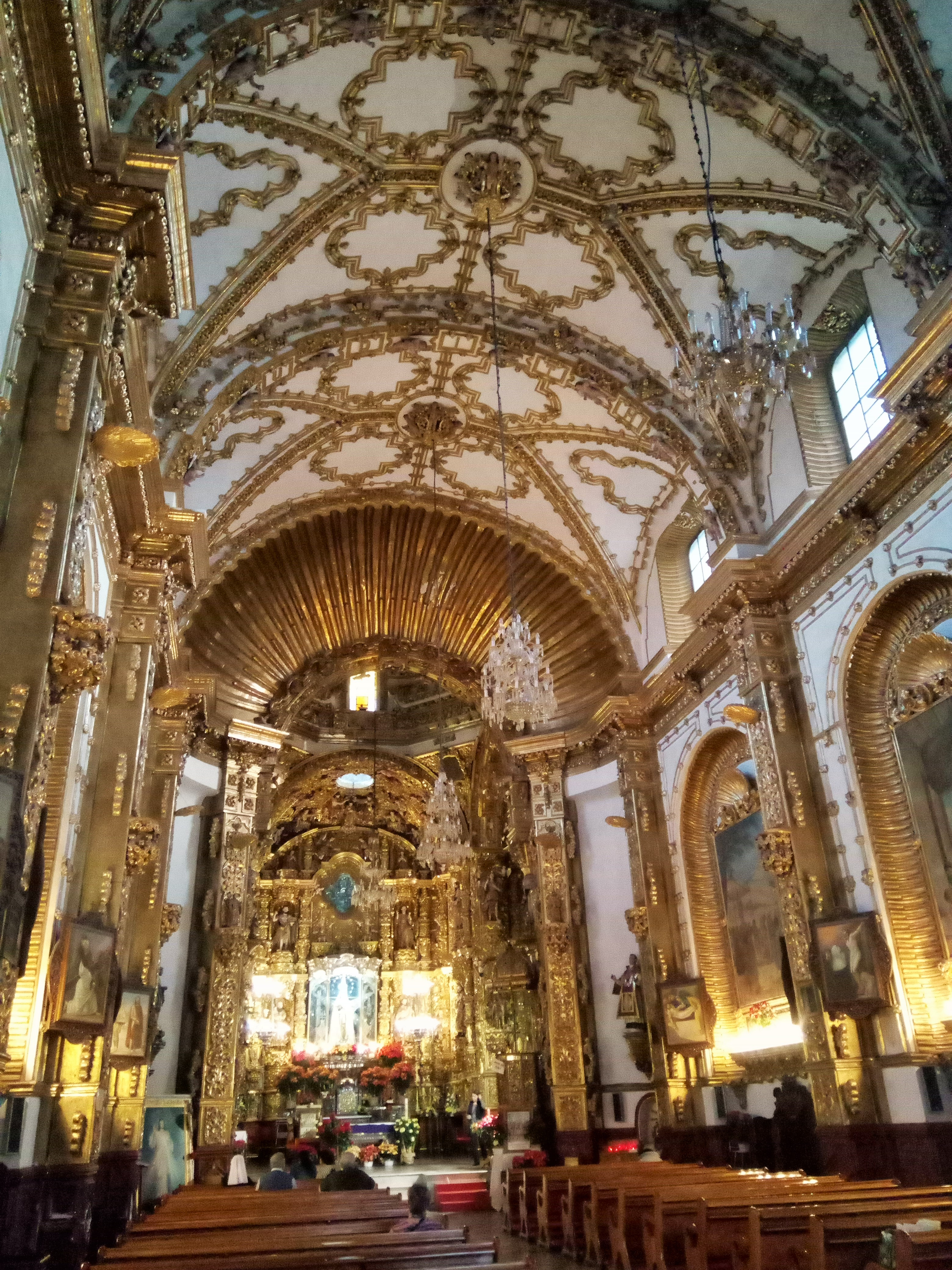
Innenraum

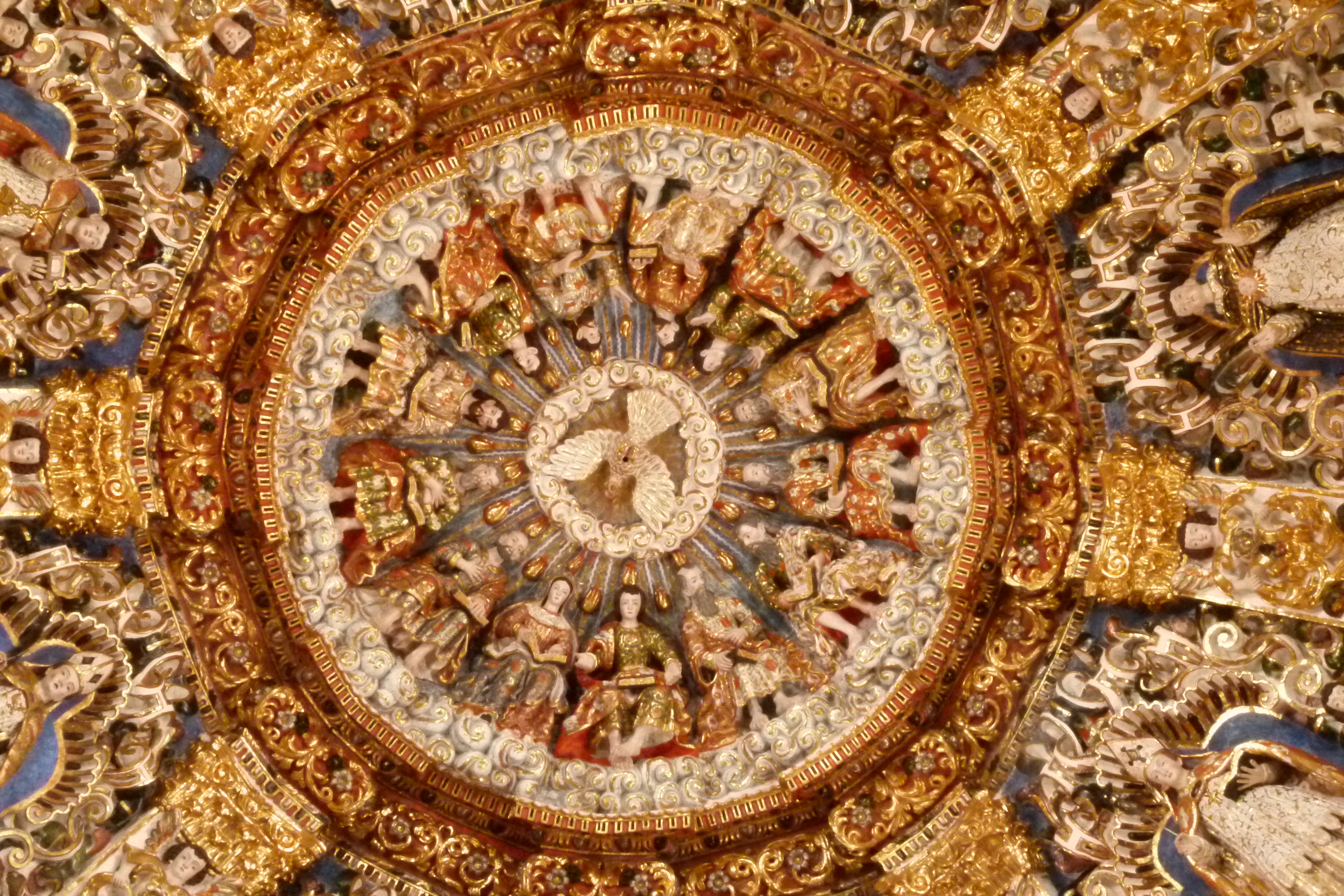
Kuppel des Camarín

Die spätbarocke Basilika de Ocotlán (spanisch Basílica de Nuestra Señora de Ocotlán) in der Stadt Ocotlán in der Gemeinde (municipio) Tlaxcala ist eine Wallfahrtskirche und zählt zu den reizvollsten Kirchenbauten Mexikos.

## Lage
Die Basilika steht auf einer Anhöhe in der etwa 25.000 Einwohner zählenden und ca. 130 km östlich von Mexiko-Stadt gelegenen Stadt Ocotlán im zentralen Hochland Mexikos in ca. 2300 m Höhe.

## Legende
Bereits im Jahr 1541 hatte ein Mädchen beim Aufstieg auf den von Kiefern (ocotes) bewachsenen Hügel eine Marienerscheinung. Die Jungfrau María fragte es, was es vorhabe, und das Mädchen antwortete, es wolle frisches Wasser holen, da viele Menschen im Ort krank geworden seien. Nachdem die Kranken vom Wasser getrunken hatte, wurden sie geheilt. Später öffneten Franziskanermönche mit einer Axt einen großen Baum und fanden dort ein lebensgroßes Bildnis Mariens und brachten es in eine ihr zu Ehren errichtete Kapelle.

## Geschichte
Im Jahr 1735 genehmigte Papst Clemens XII. den Bau einer neuen Kirche, welche im Jahr 1754 geweiht wurde. Es existieren aber noch Baudaten aus der Zeit zwischen 1760 und 1790. Die Kirche wurde 1957 zur Basilica minor erhoben.

## Architektur

### Fassade
Der Grundriss der Fassade ist drei-, ihr Aufriss zweigeteilt. Der mit weißem Kalkstein verblendete Mittelteil zeigt auf beiden Seiten des schmucklosen Portals mehrfach gestufte churriguereske Pfeiler. Über dem Portal befindet sich ein nahezu sternförmiges Fenster mit Baldachin, vor dem eine Mondsichelmadonna mit Sternenkranz steht. Oben schließt der Mittelteil mit einem muschelartig gestalteten Bogen ab. Die Untergeschosse der beiden Glockentürme zeigen Ziegelsteinmauerwerk; in den überaus reich gestalteten Obergeschossen findet ausschließlich heller Kalkstein bzw. Stuck Verwendung.

### Inneres
Das einschiffige, aber mit Seitenkapellen versehene Innere der Kirche ist mit reichhaltigem Dekor überzogen. Blickfang und Höhepunkt der Kirchenausstattung ist ein vergoldeter und figurenbesetzter Schnitzaltar. Hinter der Apsis befindet sich eine reich geschmückte Camarín-Kapelle.